# Vasilij Nikolaevič Gordov
Vasilij Nikolaevič Gordov (Matveevka, 12 dicembre 1896 – Mosca, 24 agosto 1950) è stato un generale sovietico decorato con il titolo di Eroe dell'Unione Sovietica. Fu Comandante del Fronte di Stalingrado dal luglio all'agosto del 1942 quando fu rimpiazzato con Andrej Erëmenko.

## Biografia
Gordov nacque il 30 dicembre del 1896 nel villaggio di Matveevka nel Governatorato di Ufa. Era figlio di contadini. Entrò nell'Esercito imperiale russo nel 1915 e fu promosso al rango di sergente giovane. Nel 1917 si unì alle Guardie Rosse, entrando nell'Armata Rossa nel 1918. Fini la Guerra civile russa come comandante del 53º reggimento fucilieri, combattendo nella campagna contro Nestor Machno, per la quale fu decorato con l'Ordine della Bandiera rossa. Tra il 1925 e il 1926, Gordov servì come consigliere militare dell'Esercito Popolare Mongolo. Nel 1932, si laureò all'Accademia militare Frunze e in seguito divenne capo dello stato maggiore della Scuola di Fanteria della Bandiera rossa di Mosca nel 1933. Fu capo dello stato maggiore della 18ª Divisione fucilieri tra il maggio del 1935 e il 1937. Nel luglio del 1937, Divenne comandante della 67ª Divisione fucilieri. Nel luglio del 1939, divenne capo dello stato maggiore del Distretto militare di Kalinin.
Gordov combatté nella Guerra d'inverno come capo dello stato maggiore della 7ª Armata, ma fu rimosso da tale ruolo in seguito a numerosi presunti fallimenti. Fu spostato nel Distretto militare del Baltico, di cui divenne nuovamente capo dello stato maggiore. Fu promosso al rango di Maggior generale nel giugno del 1940. Fu capo di stato maggiore della 21ª Armata dopo l'inizio dell'Operazione Barbarossa e infine suo comandante dall'ottobre del 1941, combattendo nella Battaglia di Smolensk e nella Battaglia di Kiev.
Nel 1947 ebbe una discussione con il suo ex capo di stato maggiore Filipp Rybal'čenko in cui ebbe da ridire sulle politiche di Stalin. Questa conversazione fu riportata allo stesso Stalin e Gordov fu immediatamente arrestato, insieme a Grigorij Kulik e Rybal'čenko e fu accusato di azioni terroristiche contro lo stato sovietico. Condannato a morte sulla base dell'Articolo 58 del sistema giudiziario sovietico, la sentenza venne eseguita il 24 agosto 1950 nella Prigione di Lefortovo. L'11 aprile del 1956 fu riabilitato e il suo nome apparve in un memoriale.